# Boys Over Flowers (сериал)
Boys Over Flowers (на корейски: 꽃보다 남자) е южнокорейски сериал, излъчван по телевизия KBS2 от 5 януари 2009 до 31 март 2009 в понеделник и вторник. Сериалът е създаден по мангата със същото име.
Освен корейска версия сериалът има и японска (Hana Yori Dango, 2005) и тайванска версия (Meteor Garden, 2002)
Корейската версия на сериала разказва за училището „Шинуа“, където Гюм Джан-ди (Ку Хе-сон) попада по случайност, а впоследствие е ученичка и „F4“(И Мин-хо, Ким Хьон-джун, Ким Бум, Ким Джун) най-известните момчета в училището.

## Актьорски състав
- Ку Хе-сон в ролята на Гюм Джан-ди
- И Мин-хо в ролята на Гу Джун-пьо
- Ким Хьон-джун в ролята на Юн Джи-хо
- Ким Бум в ролята на Со И-чонг
- Ким Джун в ролята на Сонг У-бин
- Ким Со-ън в ролята на Чу Га-ъл

### Второстепенни роли
- Ким Хьон-джо в ролята на Гу Джун-хе
- И Хе-йонг в роляга на Канг Хе-со
- Ан Сок-хуан в ролята на Гюм Ил-бонг
- Им Йа-джим в ролята на На Гонг-джо
- Пак Джи Бин в роляга на Гюм Канг-санг

## Сюжет
Сюжетът на сериала разкрива историята на Гюм Джан-ди, която работи заедно с родителите си в семейната фирма за химическо чистене. След като трябва да направи поредната доставка, се натъква на луксозното училище „Шинуа“, където е замесена в инцидент и за да покрият историята, ръководството на училището я приема като ученичка. Там тя се натъква на „F4“, звездите на училището, които дори учителите не смеят да предизвикат. Постепенно пътищата на „F4“ и Гюм Джан-ди започват да се пресичат, като лидерът на „F4“ Гу Джун-пьо започва да изпитва чувства към нея и неговата, на пръв поглед, студена и надменна личност започва да показва същността си на неопитна и глуповата.

## Рейтинг
| Епизод | Дата на излъчване | Рейтинг (национално) |
| ------ | ----------------- | -------------------- |
| 1      | 05.01.09          | 14,3%                |
| 2      | 06.01.09          | 17,6%                |
| 3      | 12.01.09          | 20,8%                |
| 4      | 13.01.09          | 21,4%                |
| 5      | 19.01.09          | 24,8%                |
| 6      | 20 януари 09      | 24,8%                |
| 7      | 26.01.09          | 19,5%                |
| 8      | 27.01.09          | 25,9%                |
| 9      | 02.02.09          | 29,7%                |
| 10     | 03.02.09          | 30,5%                |
| 11     | 09.02.09          | 31,5%                |
| 12     | 10.02.09          | 31,4%                |
| 13     | 16.02.09          | 31,5%                |
| 14     | 17.02.09          | 31,9%                |
| 15     | 23.02.09          | 32,4%                |
| 16     | 24.02.09          | 33,2%                |
| 17     | 03.03.09          | 29,9%                |
| 18     | 09.03.09          | 35,5%                |
| 19     | 10.03.09          | 31,2%                |
| 20     | 16.03.09          | 32,6%                |
| 21     | 17.03.09          | 33,6%                |
| 22     | 23.03.09          | 31,8%                |
| 23     | 24.03.09          | 31,8%                |
| 24     | 30.03.09          | 30,2%                |
| 25     | 31.03.09          | 34,8%                |